# Кононенко, Екатерина Владимировна
Екатери́на Влади́мировна Кононе́нко (род. 1975) — российский независимый кинопродюсер.

## Биография
Училась в среднеобразовательной школе № 841. Окончила ВГИК им. С. А. Герасимова, сценарный факультет, мастерская Валентина Ивановича Ежова, режиссёрский факультет, мастерская Туманишвили Михаила Иосифовича.
В кинобизнесе с 1998 года. Начинала карьеру помощником режиссёра на базе киноконцерна «Мосфильм».
В 2012 году совместно с Ильей Найшуллером основали кинокомпанию «Versus Pictures».
Одной из самых заметных продюсерских работ Екатерины Кононенко является фильм Ильи Найшуллера «Хардкор» — первый в истории кино полнометражный боевик, полностью снятый от первого лица. Картина вышла на экраны более чем в 30 странах в апреле 2016 года и собрала $14,3 млн.
В 2018 году входила в состав жюри конкурса короткометражных фильмов национального кинофестиваля «Движение». Фильм «Я худею» (реж. А. Нужный), продюсером которого является Екатерина Кононенко, стал одним из самых успешных кинопроектов 2018 года и собрал в российском прокате 670 миллионов рублей.
Осенью 2019 года в широкий прокат вышла авторская драма «Троица», режиссёра и сосценариста Ян Гэ, участвующая в основной конкурсной программе фестиваля «Кинотавр 2019».
В январе 2020 в издательстве АСТ вышла первая книга, которую написала Екатерина: «Продюсер. Инструкция по применению, или куда приводят мечты». 24 января 2020 года на экраны вышла комедия «Марафон желаний», продюсером которой является Екатерина. Также в 2020 году Екатерина Кононенко вошла в рейтинг «Топ-50: Главные российские кинопродюсеры в 2010—2019 года», по версии журнала «Бюллетень кинопрокатчика», в котором заняла 34 место.
Проекты Екатерины неоднократно участвовали в отечественных и международных кинофестивалях: Кинофестиваль в Торонто, Кинофестиваль в Остине, Каннский кинофестиваль и Кинотавр.
Екатерина также работала над несколькими музыкальными проектами: клип Димы Билана&Polina «Пьяная любовь» (режиссёр Даша Чаруша), а также клипы группы «Ленинград» на песни «Вояж», «Кольщик», «Цой» (режиссёр Илья Найшуллер) и «Золото» (режиссёр Ладо Кватания).

## Фильмография
- Молодой человек (2022)[11]
- Марафон желаний (2020)[12][13]
- Троица (2019)[14]
- Я худею (2018)[15][16][12]
- Хороший день (2017) (к/ф)
- Первый (2017) к/ф
- Хардкор (2016)[17]
- Мамочки (сериал 2015—2017)
- Любит не любит (2014)[17]
- Кислород (2008)

## Музыкальные клипы
- Пьяная любовь (2018)[17]
- Цой (2018)
- Золото (2018)
- Вояж (2017)[17]
- Кольщик (2017)[17]

## Семья
- Отец — Владимир Кононенко — кинооператор, режиссёр, композитор и один из авторов книги «Утро патриарха» о детстве и отрочестве Алексея II.
- Мать — Елена Кононенко, домохозяйка, воспитывала троих детей.
- Муж — Илья Викторович Тютенков, ресторатор[18]. В браке с 2011 года.